# Zisterzienserinnenkloster San Ildefonso (Teror)
Das Zisterzienserinnenkloster San Ildefonso ist seit 1634 ein Kloster der Zisterzienserinnen zuerst in Las Palmas de Gran Canaria, ab 1868 u. a. in San Cristóbal de La Laguna (Teneriffa) und seit 1888 in Teror (Gran Canaria).

## Geschichte
Bernhardinerinnen mit dem Anspruch auf strengere Observanz der Benediktregel gründeten 1634 mit Hilfe von Bischof Cristóbal de la Cámara y Murga (1627–1635) in La Vegueta, dem historischen Zentrum von Las Palmas, das Kloster San Ildefonso (nach Ildefons von Toledo). 1868 wurden sie vertrieben und verbrachten ein Jahrzehnt an verschiedenen Orten, u. a. im Kloster der Klarissen auf Teneriffa. Dann nahm sie Bischof José Proceso Pozuelo y Herrero (1879–1890) in Las Palmas in seinem Ordinariat auf und baute ihnen in Teror ein Kloster, das sie 1888 besiedeln konnten und das sie bis heute bewohnen. Die Klosterkirche wurde 2003 restauriert. Seit 1917 gehört zum Kloster eine Finca, deren Bewirtschaftung zum Unterhalt des Klosters beiträgt und den Nonnen erlaubt, Süßigkeiten zum Verkauf anzubieten. Seit 1930 ist das Kloster vollständig ummauert. Der Konvent, der zur Zisterzienserinnenkongregation San Bernardo (C.C.S.B.) gehört, gründete 1946 auf Teneriffa das Tochterkloster Santísima Trinidad in Breña Alta (La Palma). Am früheren Klosterort in Vegueta steht seit 1880 das Museo Canario.